# Diakonie (Rom)
Römische Diakonie, heute als Titeldiakonie, war die Bezeichnung spezieller Gebäude in den sieben historischen kirchlichen regiones (Stadtviertel) des frühchristlichen Rom.
Diese Aufteilung folgte der administrativen Gliederung der römischen Stadtverwaltung. Die Aufgabe der Diakonie bestand in der Fürsorge für Arme des jeweiligen Stadtteils. In jedem dieser Viertel wurde ein Gebäude (diaconia) errichtet – normalerweise in unmittelbarer Nähe einer römischen Kirche –, welches der Aufnahme von Armen diente. Der Vorsteher einer solchen Diakonie trug die Bezeichnung Diakon (im Laufe der Zeit auch diaconi ecclesiae Romanae); allmählich wurden diese Vorsteher auch diaconi cardinales (Kardinaldiakone) genannt. Diese Kardinaldiakone sind heute die unterste der drei Klassen von Kardinälen. Der Dienstälteste, der Kardinalprotodiakon, hat das Vorrecht, den neuen Papst zu verkünden. Auch heute wird jedem Kardinaldiakon eine Titeldiakonie zugewiesen, bei der es sich meist um eine Filialkirche im Bistum Rom handelt. Seit dem Apostolischen Schreiben Cum gravissima muss jeder Priester, dessen Ernennung zum Kardinal angekündigt ist und der keine Dispens erhalten hat, zum Titularbischof ernannt und vor dem Konsistorium, in dem er ernannt wird, zum Bischof geweiht worden sein.